# Джолдасбеков, Азамат Мырзаданович
Джолдасбеков Азамат Мырзаданович (р. 4 ноября 1962, Целиноград (Астана), Казахская ССР) — президент АО «Казахстанская фондовая биржа» (KASE; 2002—2009), председатель Национальной комиссии Республики Казахстан по ценным бумагам (1999—2001). Кандидат экономических наук.

## Биография

### Образование
Выпускник 1984 года Ленинградского финансово-экономического института им. Н. А. Вознесенского ЛФЭИ (современное название «Санкт-Петербургский государственный университет экономики и финансов») по квалификации «экономист» и специальности «финансы, денежное обращение и кредит».
Выпускник 1987 года аспирантуры кафедры «денежное обращение и кредит» того же института ЛФЭИ с присвоением ученого звания кандидата экономических наук.

### Трудовая деятельность
Свою трудовую деятельность Джолдасбеков начинал с грузчика-разнорабочего на фабрике игрушек.
В период с 1987 до 1989 года являлся преподавателем в Алма-Атинском институте народного хозяйства (современное название — Казахский экономический университет им. Т. Рыскулова).
В 1989—1994 годы занимал различные должности в банках второго уровня.
В 1995 году являлся вице-президентом Ассоциации банков Республики Казахстан.
В период с 1995 по 1997 годы занимал должности: консультанта, заместителя генерального директора, и. о. генерального директора Казахстанской межбанковской валютно-фондовой биржи (другое название Казахстанская фондовая биржа). В 1997 году назначен президентом Алматинской биржи финансовых инструментов (AFINEX), которая является дочерней организацией Казахстанской фондовой биржи.
В период с 1997 по 2001 год работал в Национальной комиссии Республики Казахстан по ценным бумагам, где занимал сначала должность исполнительного директора и члена комиссии (1997—1999), а в дальнейшем — председателя (1999—2001).
В период с 2001 по 2002 годы занимал следующие должности: председателя ликвидационных комиссий Национальной комиссии Республики Казахстан по ценным бумагам и РГП «Хозяйственное управление Национальной комиссии Республики Казахстан по ценным бумагам», консультанта корпорации «Прагма» (подрядчика USAID), консультанта ЗАО «Citibank Kazakhstan» и директора по финансовым рынкам Ассоциации финансистов Казахстана.
В период с мая 2002 года по 30 апреля 2009 года занимал должность президента АО «Казахстанская фондовая биржа» (KASE), c 27 июня 2013 года вновь был избран на эту должность.
Под руководством Джолдасбекова Казахстанская фондовая биржа достигла следующих показателей финансовой деятельности: оплаченный уставный капитал (на 1 марта 2009 года) — 165 020 тыс. тенге, собственный капитал (на 1 марта 2009 года) — 1 367 783 тыс. тенге, капитализация рынка акций (на 6 мая 2009 года) — 37,05 млрд долларов, капитализация рынка облигаций (на 6 мая 2009 года) — 11,484 млрд долларов, при коммерциализации биржи было выпущено 5 000 000 акций (из которых на 1 января 2009 года размещены 450 000 акций). Доля прямых сделок на бирже снизилась с 80-90 % оборота до нескольких процентов, был создан соответствующий мировым стандартам индекс KASE, в пять раз уменьшена ставка комиссионных сборов с сохранением прежнего уровня рентабельности, обновлен официальный сайт биржи и создана новая система бэк-офиса.
В настоящее время занимает должности председателя Совета директоров АО «Центральный депозитарий ценных бумаг», члена Совета директоров — независимого директора АО «Темірбанк», АО "Накопительный пенсионный фонд «Ұлар Yміт». Многократно его интервью и статьи публиковались в специализированных журналах по тематике финансовых рынков.
С 31 июля 2017 года избран членом совета директоров АО "Казкоммерцбанк".
05 сентября 2018 г. назначен членом совета директоров АО «Halyk Finance».

## Личная жизнь
Женат, имеет сына и дочь.

## Статьи
- Джолдасбеков А. IPO — аттестат рыночной зрелости (май, 2006) газета «Казахстанская правда»